# Spalax giganteus
Spalax giganteus és una espècie de mamífer rosegador de la família dels espalàcids. És endèmic del sud de la Rússia Europea. S'alimenta de les parts subterrànies de les plantes. Els seus hàbitats naturals són les zones de sòl lleuger situades a les valls fluvials, les conques lacustres i les planes amb una vegetació exuberant, així com els semideserts amb matolls i les estepes. Està amenaçada per la destrucció del seu entorn.